# Andrej Fetisov
Andrej Sergeevič Fetisov, talvolta riportato come Fetissov (in russo Андрей Сергеевич Фетисов?; Novokuzneck, 19 gennaio 1972), è un ex cestista russo, professionista in Russia, Spagna, Italia e Polonia.

## Biografia
È padre della pallavolista Irina Fetisova.

Al tiro ai tempi della Pepsi Rimini

## Carriera

### Club
Fino alla quinta elementare visse a Novokuzneck, poi si trasferì a Dušanbe. All'età di 16 anni, durante una competizione giovanile a Saratov, venne convinto da un allenatore a trasferirsi a Leningrado, l'odierna San Pietroburgo, città in cui qualche anno più tardi entrò a far parte della prima squadra dello Spartak San Pietroburgo. Con i biancorossi arrivò fino alle finali del campionato russo 1992-1993, perse contro il CSKA Mosca. Nel 1993 venne anche premiato dal quotidiano Sport Express come giocatore dell'anno in Russia.
Dopo gli inizi in patria, nel 1993 approdò in Spagna al Valladolid come uno dei principali talenti del basket russo post-sovietico. Dopo una stagione da 13,4 punti nella Liga ACB 1993-1994, il ventiduenne Fetisov venne scelto dai Boston Celtics al secondo giro del Draft NBA 1994 con la 36ª scelta assoluta. La sua carriera tuttavia non proseguì in NBA ma continuò nel massimo campionato spagnolo, dove aumentò ulteriormente la sua produzione offensiva con 14,2 punti di media nel 1994-1995 e con 16,0 punti nel 1995-1996.
Le sue prestazioni lo portarono ad iniziare la stagione 1996-1997 ai campioni di Spagna in carica del Barcellona. La sua parentesi in Catalogna fu però breve, poiché già a novembre venne tagliato e sostituito dall'americano Jerrod Mustaf. Nelle quattordici presenze in campionato prima del taglio l'ala russa mise a segno 10,6 punti e catturò 3,9 rimbalzi di media. A fine torneo i blaugrana si riconfermarono poi campioni di Spagna. Nel frattempo, nel gennaio 1997 Fetisov venne ingaggiato dalla Dinamo Mosca con cui terminò l'annata.
Nell'agosto 1997 firmò un contratto annuale con il Basket Rimini, formazione neopromossa in Serie A1. A pochi giorni di distanza dal suo arrivo in Italia, durante la prima amichevole di precampionato, subì una frattura scomposta del piatto tibiale sinistro che lo tenne fuori causa per quasi quattro mesi, visto che giocò la sua prima partita ufficiale il 14 dicembre. Dopo gara 1 dei quarti di finale play-off, in cui non brillò con 0 punti e 0/6 dal campo, venne sospeso dalla società per motivi disciplinari e terminò così, di fatto, la stagione. Nelle quindici gare di regular season con la canotta riminese, le sue cifre furono pari a 9,1 punti con il 37,3% al tiro da due, il 30,6% da tre e il 61,4% ai liberi nei 31,1 minuti a gara concessigli da coach Piero Bucchi.
Lasciata Rimini, Fetisov tornò a giocare in Russia dove divenne nuovamente vice campione nazionale, questa volta con i colori dell'Avtodor Saratov che arrivò fino alle finali della Superliga 1998-1999. L'anno seguente tornò allo Spartak San Pietroburgo, mentre l'annata 2000-2001 la trascorse al CSKA Mosca dove viaggiò a 9,5 punti a partita nel campionato russo e a 9,8 in Suproleague.
Nell'agosto 2001 passò ai polacchi dello Śląsk Wrocław dove venne nuovamente allenato (anche se solo per un breve periodo) da Piero Bucchi, che già fu suo tecnico ai tempi di Rimini. A stagione in corso, nel mese di gennaio, tornò però ad essere un giocatore del CSKA.
Nel 2002-2003, unica sua annata passata con la canotta dell'UNICS Kazan', vinse la Coppa di Russia. Nel novembre 2003 fece ritorno alla Dinamo Mosca, club che nel secondo anno di permanenza di Fetisov raggiunse la finale per il titolo della Superliga A 2004-2005. Nel 2005-2006 giocò invece nella Lokomotiv Rostov, mentre nel novembre 2006 venne ingaggiato dallo Spartak Primor'e di Vladivostok, salvo poi venire tagliato a febbraio per via, stando alla stampa locale, delle precarie condizioni fisiche.

### Nazionale
Con la Russia ha disputato i Giochi olimpici di Sydney 2000, oltre ai Campionati mondiali del 1994 e a tre edizioni dei Campionati europei (1993, 1995, 1997).

## Palmarès
- Campionato spagnolo: 1

Barcellona: 1996-97
- Coppa di Russia: 1

UNICS Kazan': 2002-03